# Вагнер, Эшли
Э́шли Эли́забет Ва́гнер (англ. Ashley Elisabeth Wagner; род. 16 мая 1991 года, Гейдельберг, Германия) — американская фигуристка, выступавшая в одиночном катании. Бронзовый призёр Олимпийских игр (2014, командный турнир), серебряный призёр чемпионата мира (2016), чемпионка четырёх континентов (2012) и трёхкратная чемпионка США (2012, 2013, 2015).
По состоянию на октябрь 2016 года, Эшли Вагнер занимала четвёртое место в рейтинге Международного союза конькобежцев (ИСУ).

## Семья
Эшли — первенец в семье подполковника американской армии Эрика Вагнера и Мелиссы Джеймс, работавшей школьной учительницей. Родилась в военном гарнизоне Гейдельберга (Германия), где её отец проходил службу. Младший брат, Остин Вагнер, участвовал в чемпионатах США по фигурному катанию среди новичков, а позже работал дизайнером интерьеров.
В детстве девочка семь раз переезжала, благодаря отцу, сменявшему места несения службы. Она жила на Аляске, в Орегоне, Вашингтоне и Канзасе, прежде чем семья осела в Виргинии, когда Эшли было десять лет. После завершения карьеры Вагнер купила недвижимость в Бостоне, поступив в местный Северо-Восточный университет по специальности психология.

## Карьера
Начала заниматься фигурным катанием в возрасте пяти лет в Игл-Ривер, Аляска. Тогда мать предложила дочери выбор между балетом и катанием. Выбрав последнее, Эшли на юниорском уровне стала бронзовым призёром чемпионата мира и США, серебряным призёром финала Гран-при. В 2007 году достигла необходимого возраста для перехода во взрослое катание.
Дебют на чемпионате мира в 2008 году для Эшли получился смазанным: в произвольной программе ей пришлось выступать сразу после того, как от продолжения борьбы отказалась Мики Андо, это сбило спортсменку с толку, и она сорвала большинство прыжков.
По окончании сезона 2010/2011 спортсменка прервала трёхлетнее сотрудничество с тренером Присциллой Хилл и хореографом Ириной Романовой и переехала в Калифорнию для тренировок у Джона Никса.
В сезоне 2014/2015 Эшли Вагнер третий год подряд вышла в финал Гран-при, проходивший в Барселоне, где после неудачно выполненной короткой программы блестяще выступила в произвольной, по итогам которой заняла третье место, выиграв бронзовую медаль. На чемпионате США в январе 2015 года стала трёхкратной чемпионкой. После этого она заявила, что собирается дать бой российским девушкам на чемпионате мира в Шанхае. Она отказалась от поездки на континентальный чемпионат и занималась подготовкой. После неудавшейся короткой программы она была лишь на 11-м месте, однако сумела собраться на произвольную, выиграв в ней малую бронзовую медаль и финишировав на пятом месте. В середине апреля на заключительном старте сезона на командном чемпионате мира в Японии Вагнер выступила удачно в обеих видах программ, что поспособствовало завоеванию золотой медали американской сборной.
В конце октября спортсменка начала новый сезон 2015/2016 на этапе серии Гран-при Skate Canada, который она выиграла. При этом были улучшены все свои прежние спортивные достижения. По итогам выступлений на этапах Гран-при в Канаде и Японии Эшли в четвёртый раз подряд вышла в финал Гран-при в Барселоне, где вместе с партнёршей по сборной Грейси Голд представляла американскую школу фигурного катания. На турнире в Испании американская фигуристка заняла четвёртое место и улучшила своё прежнее достижение в произвольной программе. Национальный чемпионат в январе 2016 года принёс ей бронзовую медаль. На домашнем чемпионате мира 2016 года в Бостоне Эшли Вагнер впервые в карьере завоевала серебряную медаль, набрав по итогам выступлений в короткой и произвольной программах рекордные для себя 215,39 баллов. Эшли стала первой американской фигуристкой, выигравшей медаль чемпионата мира впервые с 2006 года, когда чемпионкой стала Кимми Майсснер. В конце апреля, выступая в США за команду Америки на Кубке континентов, она вновь улучшила свои достижения в короткой и произвольной программах.
Новый предолимпийский сезон 2016/2017 американская фигуристка начала на домашнем этапе Гран-при в Чикаго, где на Кубке Америки заняла первое место. В середине ноября американская фигуристка приняла участие на своём втором этапе Гран-при в Пекине, где на кубке Китая заняла место в середине турнирной таблицы, не пройдя отбор в финал Гран-при, однако оставшись в качестве запасной в списках участников финала Гран-при в Марселе. В январе 2017 года на национальном чемпионате в Канзасе фигуристка не смогла составить конкуренции Карен Чен и финишировала только второй. В конце марта на чемпионате мира в Хельсинки она оказалась в восьмёрке лучших фигуристок мира. При этом сумела способствовать завоеванию трёх путёвок для своей страны на Олимпиаду в Южную Корею. Через три недели после этого фигуристка была отправлена на командный чемпионат мира, где выступила совсем не плохо и заработала бронзовую медаль.
Новый олимпийский сезон 2017/2018 американская одиночница начала в серии Гран-при на канадском этапе, где она финишировала с бронзовой медалью. Спустя месяц выступила на американском этапе серии Гран-при, в короткой программе заняла 6-е место. Откатав первую половину произвольной программы без ошибок, прервала своё выступление и снялась с соревнования из-за травмы лодыжки. На национальном чемпионате в Сан-Хосе ей удалось в сложной борьбе выиграть оловянную медаль.

## Результаты
| Соревнования                | 04/05         | 05/06         | 06/07         | 07/08         | 08/09         | 09/10         | 10/11         | 11/12         | 12/13         | 13/14         | 14/15         | 15/16         | 16/17         | 17/18         |
| Международные               | Международные | Международные | Международные | Международные | Международные | Международные | Международные | Международные | Международные | Международные | Международные | Международные | Международные | Международные |
| --------------------------- | ------------- | ------------- | ------------- | ------------- | ------------- | ------------- | ------------- | ------------- | ------------- | ------------- | ------------- | ------------- | ------------- | ------------- |
| Олимпиада — одиночницы      |               |               |               |               |               |               |               |               |               | 7             |               |               |               |               |
| Олимпиада — команда         |               |               |               |               |               |               |               |               |               | 3             |               |               |               |               |
| Чемпионат мира              |               |               |               | 16            |               |               |               | 4             | 5             | 7             | 5             | 2             | 7             |               |
| Четыре континента           |               |               |               | 8             |               |               |               | 1             |               |               |               |               |               |               |
| Финал Гран-при              |               |               |               |               |               | 4             |               |               | 2             | 3             | 3             | 4             |               |               |
| Гран-при США                |               |               |               |               |               |               |               |               | 1             | 2             |               |               | 1             |               |
| Гран-при Канады             |               |               |               | 5             |               |               |               | 3             |               |               | 2             | 1             |               | 3             |
| Гран-при Франции            |               |               |               | 3             |               |               |               |               | 1             | 1             | 3             |               |               |               |
| Гран-при Китая              |               |               |               |               | 4             |               |               |               |               |               |               |               | 6             |               |
| Гран-при Японии             |               |               |               |               | 4             | 3             | 5             | 4             |               |               |               | 4             |               |               |
| Гран-при России             |               |               |               |               |               | 2             | 3             |               |               |               |               |               |               |               |
| Team Challenge Cup          |               |               |               |               |               |               |               |               |               |               |               | 1             |               |               |
| World Team Trophy           |               |               |               |               |               |               |               | 2             | 1             |               | 1             |               | 3             |               |
| Japan Open                  |               |               |               |               |               |               |               |               | 2             | 2             | 2             | 2             | 3             |               |
| Международные среди юниоров |               |               |               |               |               |               |               |               |               |               |               |               |               |               |
| Чемпионат мира              |               |               | 3             |               | 3             |               |               |               |               |               |               |               |               |               |
| Финал Гран-при              |               |               | 2             |               |               |               |               |               |               |               |               |               |               |               |
| Гран-при Нидерландов        |               |               | 1             |               |               |               |               |               |               |               |               |               |               |               |
| Гран-при Франции            |               |               | 1             |               |               |               |               |               |               |               |               |               |               |               |
| Triglav Trophy              |               | 1             |               |               |               |               |               |               |               |               |               |               |               |               |
| Национальные                |               |               |               |               |               |               |               |               |               |               |               |               |               |               |
| Чемпионат США               |               |               |               | 3             | 4             | 3             | 6             | 1             | 1             | 4             | 1             | 3             | 2             | 4             |
| ЧСША среди юниоров          |               | 4             | 3             |               |               |               |               |               |               |               |               |               |               |               |
| ЧСША среди новичков         | 7             |               |               |               |               |               |               |               |               |               |               |               |               |               |